# Wereldkampioenschappen zwemmen 2003
De Wereldkampioenschappen zwemmen 2003 werden georganiseerd in Barcelona.

## Podia

### Mannen
| Onderdeel            | Goud                                                                  | Goud       | Zilver                                                                   | Zilver   | Brons                                                                    | Brons    |
| -------------------- | --------------------------------------------------------------------- | ---------- | ------------------------------------------------------------------------ | -------- | ------------------------------------------------------------------------ | -------- |
| Vrije slag           |                                                                       |            |                                                                          |          |                                                                          |          |
| 50 m                 | Alexander Popov Rusland                                               | 21,92      | Mark Foster Verenigd Koninkrijk                                          | 22,20    | Pieter van den Hoogenband Nederland                                      | 22,29    |
| 100 m                | Alexander Popov Rusland                                               | 48,42      | Pieter van den Hoogenband Nederland                                      | 48,68    | Ian Thorpe Australië                                                     | 48,77    |
| 200 m                | Ian Thorpe Australië                                                  | 1.45,14    | Pieter van den Hoogenband Nederland                                      | 1.46,43  | Grant Hackett Australië                                                  | 1.46,85  |
| 400 m                | Ian Thorpe Australië                                                  | 3.42,58    | Grant Hackett Australië                                                  | 3.45,17  | Dragoș Coman Roemenië                                                    | 3.46,87  |
| 800 m                | Grant Hackett Australië                                               | 7.43,82    | Larsen Jensen Verenigde Staten                                           | 7.48,09  | Igor Chervynskyi Oekraïne                                                | 7.53,15  |
| 1500 m               | Grant Hackett Australië                                               | 14.43,14   | Igor Chervynskyi Oekraïne                                                | 15.01,04 | Erik Vendt Verenigde Staten                                              | 15.01,28 |
| Rugslag              |                                                                       |            |                                                                          |          |                                                                          |          |
| 50 m                 | Thomas Rupprath Duitsland                                             | 24,80 WR   | Matthew Welsh Australië                                                  | 25,01    | Johannes Zandberg Zuid-Afrika                                            | 25,07    |
| 100 m                | Aaron Peirsol Verenigde Staten                                        | 53,61      | Arkadi Vjatsjanin Rusland                                                | 53,92    | Matthew Welsh Australië                                                  | 53,92    |
| 200 m                | Aaron Peirsol Verenigde Staten                                        | 1.55,92    | Gordan Kožulj Kroatië                                                    | 1.57,47  | Simon Dufour Frankrijk                                                   | 1.57,90  |
| Schoolslag           |                                                                       |            |                                                                          |          |                                                                          |          |
| 50 m                 | James Gibson Verenigd Koninkrijk                                      | 27,56      | Oleg Lisogor Oekraïne                                                    | 27,74    | Mihaly Flaskay Hongarije                                                 | 27,79    |
| 100 m                | Kosuke Kitajima Japan                                                 | 59,78 WR   | Brendan Hansen Verenigde Staten                                          | 1.00,21  | James Gibson Verenigd Koninkrijk                                         | 1.00,37  |
| 200 m                | Kosuke Kitajima Japan                                                 | 2.09,42 WR | Ian Edmond Verenigd Koninkrijk                                           | 2.10,92  | Brendan Hansen Verenigde Staten                                          | 2.11,11  |
| Vlinderslag          |                                                                       |            |                                                                          |          |                                                                          |          |
| 50 m                 | Matthew Welsh Australië                                               | 23,43 WR   | Ian Crocker Verenigde Staten                                             | 23,62    | Jevgeni Korotysjkin Rusland                                              | 23,73    |
| 100 m                | Ian Crocker Verenigde Staten                                          | 50,98 WR   | Michael Phelps Verenigde Staten                                          | 51,10    | Andrij Serdinov Oekraïne                                                 | 51,59    |
| 200 m                | Michael Phelps Verenigde Staten                                       | 1.54,35    | Takashi Yamamoto Japan                                                   | 1.55,52  | Tom Malchow Verenigde Staten                                             | 1.55,66  |
| Wisselslag           |                                                                       |            |                                                                          |          |                                                                          |          |
| 200 m                | Michael Phelps Verenigde Staten                                       | 1.56,04 WR | Ian Thorpe Australië                                                     | 1.59,66  | Massimiliano Rosolino Italië                                             | 1.59,71  |
| 400 m                | Michael Phelps Verenigde Staten                                       | 4.09,09 WR | László Cseh Hongarije                                                    | 4.10,79  | Oussama Mellouli Tunesië                                                 | 4.15,36  |
| Vrije slag estafette |                                                                       |            |                                                                          |          |                                                                          |          |
| 4x100 m              | Rusland Andrej Kapralov Ivan Oesov Denis Pimankov Alexander Popov     | 3.14,06    | Verenigde Staten Scott Tucker Neil Walker Ryan Wochomurka Jason Lezak    | 3.14,80  | Frankrijk Romain Barnier Julien Sicot Fabien Gilot Frédérick Bousquet    | 3.15,66  |
| 4x200 m              | Australië Grant Hackett Craig Stevens Nicholas Sprenger Ian Thorpe    | 7.08,58    | Verenigde Staten Michael Phelps Nate Dusing Aaron Peirsol Klete Keller   | 7.10,26  | Duitsland Johannes Oesterling Lars Conrad Stefan Herbst Christian Keller | 7.14,02  |
| Wisselslag estafette |                                                                       |            |                                                                          |          |                                                                          |          |
| 4x100 m              | Verenigde Staten Aaron Peirsol Brendan Hansen Ian Crocker Jason Lezak | 3.31,54 WR | Rusland Arkadi Vjatsjanin Roman Ivanovski Igor Marchenko Alexander Popov | 3.34,72  | Japan Tomomi Morita Kosuke Kitajima Takashi Yamamoto Daisuke Hosokawa    | 3.36,12  |

### Vrouwen
| Onderdeel            | Goud                                                                            | Goud       | Zilver                                                                      | Zilver   | Brons                                                             | Brons    |
| -------------------- | ------------------------------------------------------------------------------- | ---------- | --------------------------------------------------------------------------- | -------- | ----------------------------------------------------------------- | -------- |
| Vrije slag           |                                                                                 |            |                                                                             |          |                                                                   |          |
| 50 m                 | Inge de Bruijn Nederland                                                        | 24,47      | Alice Mills Australië                                                       | 25,07    | Lisbeth Lenton Australië                                          | 25,08    |
| 100 m                | Hanna-Maria Seppälä Finland                                                     | 54,37      | Jodie Henry Australië                                                       | 54,58    | Jenny Thompson Verenigde Staten                                   | 54,65    |
| 200 m                | Alena Popchanka Wit-Rusland                                                     | 1.58,32    | Martina Moravcová Slowakije                                                 | 1.58,44  | Yang Yu China                                                     | 1.58,54  |
| 400 m                | Hanna Stockbauer Duitsland                                                      | 4.06,75    | Eva Risztov Hongarije                                                       | 4.07,24  | Diana Munz Verenigde Staten                                       | 4.07,67  |
| 800 m                | Hanna Stockbauer Duitsland                                                      | 8.23,66    | Diana Munz Verenigde Staten                                                 | 8.24,19  | Rebecca Cooke Verenigd Koninkrijk                                 | 8.28,45  |
| 1500 m               | Hanna Stockbauer Duitsland                                                      | 16.00,18   | Hayley Peirsol Verenigde Staten                                             | 16.09,64 | Jana Henke Duitsland                                              | 16.10,13 |
| Rugslag              |                                                                                 |            |                                                                             |          |                                                                   |          |
| 50 m                 | Nina Zjivanevskaja Spanje                                                       | 28,48      | Ilona Hlaváčková Tsjechië                                                   | 28,50    | Noriko Inada Japan                                                | 28,62    |
| 100 m                | Antje Buschschulte Duitsland                                                    | 1.00,50    | Louise Örnstedt Denemarken                                                  | 1.00,86  | Katy Sexton Verenigd Koninkrijk                                   | 1.00,86  |
| 200 m                | Katy Sexton Verenigd Koninkrijk                                                 | 2.08,74    | Margaret Hoelzer Verenigde Staten                                           | 2.09,24  | Stanislava Komarova Rusland                                       | 2.10,17  |
| Schoolslag           |                                                                                 |            |                                                                             |          |                                                                   |          |
| 50 m                 | Luo Xuejuan China                                                               | 30,67      | Brooke Hanson Australië                                                     | 31,12    | Zoë Baker Verenigd Koninkrijk                                     | 31,37    |
| 100 m                | Luo Xuejuan China                                                               | 1.06,80    | Amanda Beard Verenigde Staten                                               | 1.07,42  | Leisel Jones Australië                                            | 1.07,47  |
| 200 m                | Amanda Beard Verenigde Staten                                                   | 2.22,99 WR | Leisel Jones Australië                                                      | 2.24,33  | Hui Qi China                                                      | 2.25,78  |
| Vlinderslag          |                                                                                 |            |                                                                             |          |                                                                   |          |
| 50 m                 | Inge de Bruijn Nederland                                                        | 25,84      | Jenny Thompson Verenigde Staten                                             | 26,00    | Anna-Karin Kammerling Zweden                                      | 26,06    |
| 100 m                | Jenny Thompson Verenigde Staten                                                 | 57,96      | Otylia Jędrzejczak Polen                                                    | 58,22    | Martina Moravcová Slowakije                                       | 58,24    |
| 200 m                | Otylia Jędrzejczak Polen                                                        | 2.07,56    | Eva Risztov Hongarije                                                       | 2.07,68  | Yuko Nakanishi Japan                                              | 2.08,08  |
| Wisselslag           |                                                                                 |            |                                                                             |          |                                                                   |          |
| 200 m                | Jana Klotsjkova Oekraïne                                                        | 2.10,75    | Alice Mills Australië                                                       | 2.12,75  | Zhou Yafei China                                                  | 2.12,92  |
| 400 m                | Jana Klotsjkova Oekraïne                                                        | 4.36,74    | Eva Risztov Hongarije                                                       | 4.37,39  | Beatrice Nicoleta Caslaru Roemenië                                | 4.41,86  |
| Vrije slag estafette |                                                                                 |            |                                                                             |          |                                                                   |          |
| 4x100 m              | Verenigde Staten Natalie Coughlin Lindsay Benko Rhiannon Jeffrey Jenny Thompson | 3.38,09    | Duitsland Petra Dallmann Katrin Meißner Antje Buschschulte Sandra Völker    | 3.38,73  | Australië Lisbeth Lenton Elka Graham Jodie Henry Alice Mills      | 3.38,83  |
| 4x200 m              | Verenigde Staten Lindsay Benko Rachel Komisarz Rhiannon Jeffrey Diana Munz      | 7.55,70    | Australië Elka Graham Linda Mackenzie Kirsten Thomson Alice Mills           | 7.58,42  | China Zhou Yafei Yanwei Xu Pang Jiaying Yang Yu                   | 7.58,53  |
| Wisselslag estafette |                                                                                 |            |                                                                             |          |                                                                   |          |
| 4x100 m              | China Shu Zhan Luo Xuejuan Zhou Yafei Yang Yu                                   | 3.59,89    | Verenigde Staten Natalie Coughlin Amanda Beard Jenny Thompson Lindsay Benko | 4.00,83  | Australië Giaan Rooney Leisel Jones Jessicah Schipper Jodie Henry | 4.01,37  |

Langebaan (50 meter):

mannen · vrouwen

Belgrado 1973 · 
Cali 1975 · 
West-Berlijn 1978 · 
Guayaquil 1982 · 
Madrid 1986 · 
Perth 1991 · 
Rome 1994 · 
Perth 1998 · 
Fukuoka 2001 · 
Barcelona 2003 · 
Montréal 2005 · 
Melbourne 2007 · 
Rome 2009 · 
Shanghai 2011 · 
Barcelona 2013 · 
Kazan 2015 · 
Boedapest 2017 ·
Gwangju 2019 · 
Boedapest 2022 · 
Fukuoka 2023 · 
Doha 2024 · 
Singapore 2025

Kortebaan (25 meter): 

Palma de Mallorca 1993 · 
Rio de Janeiro 1995 · 
Gotenburg 1997 · 
Hongkong 1999 · 
Athene 2000 · 
Moskou 2002 · 
Indianapolis 2004 · 
Shanghai 2006 · 
Manchester 2008 · 
Dubai 2010 · 
Istanboel 2012 · 
Doha 2014 · 
Windsor 2016 · 
Hangzhou 2018 · 
Abu Dhabi 2021 · 
Melbourne 2022 · 
Boedapest 2024